# Джуришич, Павле
Павле Джуришич (серб. Павле Ђуришић / Pavle Đurišić; 9 июля 1909 — апрель 1945) — югославский военный деятель, черногорский серб по происхождению, военнослужащий Югославской королевской армии. В годы Второй мировой войны — четнический воевода, подполковник Югославской армии на родине, лидер движения четников в Черногории, который сотрудничал в определённые периоды с итальянской военной администрацией и немецкой армией в борьбе против партизан Тито.
В июле 1941 года Джуришич участвовал в народно-освободительном восстании в Черногории, будучи членом военного комитета Беранского района, но после поражения восстания покинул ряды повстанцев и приступил в начале сентября 1941 года к борьбе против коммунистического партизанского движения. В октябре 1941 года назначен Дражей Михайловичем командующим четническими отрядами в Полимле и Санджаке. В январе 1942 года начал вооружённую борьбу против партизан, в ходе которой вскоре стал самым видным и важным командиром черногорских четников. С зимы-весны 1942 года сотрудничал с итальянскими оккупантами в совместной войне с партизанами. В 1943 году вверенные ему части совершили массовые убийства мусульман в Боснии, Герцеговине и Санджаке, в ходе которых погибли около 10 тысяч мирных жителей.
Во время операции «Вайс» Джуришич действовал совместно с итальянцами против главных партизанских сил, Оперативной группы дивизий Верховного штаба НОАЮ, однако его ударные батальоны сначала понесли тяжёлые потери в боях у Калиновика 20—21 марта, а впоследствие были разбиты возле Челебича в период 10—17 апреля 1943 года. В мае 1943 года Джуришич был арестован немцами в ходе операции «Шварц» и отправлен в лагерь для военнопленных, откуда вскоре сбежал. При попытке вернуться на родину снова был арестован, но в сентябре того же года после капитуляции Италии был освобождён по ходатайству главы марионеточного сербского правительства Милана Недича. После освобождения Джуришич начал сотрудничество с марионеточными властями Сербии и вермахтом. В 1944 году при поддержке немцев и сербских коллаборационистов Джуришичем был создан Черногорский добровольческий корпус, а в конце того же года Джуришич был награждён Железным крестом II класса.
В марте 1945 года Джуришич предпринял попытку договориться с усташами через черногорского сепаратиста Секулу Дрлевича о проходе его войск по хорватской территории в Словению, где должны были собраться все национальные силы с целью создания единого антикоммунистического фронта. Когда переговоры с усташами провалились и Джуришич попытался прорваться силой, четнические колонны попали в окружение усташско-домобранских сил в районе Лиевче-Поля и подверглись артиллерийскому огню и бомбовым ударам авиации противника. После сдачи в плен Джуришича вместе с его офицерами усташи казнили в концлагере Ясеновац. Остальные четники, спасая свою жизнь, вступили в так называемую Черногорскую народную армию Дрлевича. В середине мая 1945 года около 4 тысяч черногорских четников были окружены частями Югославской армии в Дравограде и сдались в плен, после чего большинство из них было расстреляно в районе Зидани-Мост — Кочевска-шума.
О Джуришиче как о военачальнике высоко отзывались не только его сослуживцы, подчинённые и союзники, но и его противники. В то же время личность Джуришича остаётся предметом споров. В Черногории было предпринято несколько попыток установить ему памятник, которые не увенчались успехом в связи с протестами ветеранов Народно-освободительной армии Югославии, считавших его пособником итальянских и немецких оккупантов, и представителями мусульман Черногории, обвинявших Джуришича в массовых убийствах мусульман во время Второй мировой войны.

## Ранние годы и довоенный период
Павле Джуришич родился 9 июля 1909 года в городе Подгорица, столице княжества Черногория. Жил там и воспитывался до смерти своего отца Илии — участника обеих Балканских войн и Первой мировой войны, который погиб в боях против австрийцев при Калиновике и был похоронен на церковном кладбище в Подгорице. Мать — Ивана Джуришич, урождённая Радович, происходила из черногорского клана Радовичей. После смерти отца у Павле остались мать и дед.
Павле окончил начальную школу Подгорицы, а после смерти своего отца перебрался в Беране, где жил у своего дяди Петара Радовича, который работал судьёй и был в деятелем четнического движения — он состоял в отряде Вука Поповича и воевал с ним против турок в Македонии. Павле посещал учительскую семинарию в Беране почти два года, прежде чем перевёлся в шестой класс гимназии. В Беране окончил седьмой класс гимназии, после чего решил связать свою жизнь с воинской службой.
В 1927 году Джуришич поступил в 55-й класс Военной академии, окончив её в 1930 году в звании подпоручика (второго лейтенанта) Югославской королевской армией. В 1930—1931 годах служил в Сараево в 10-м Таковском пехотном полку, был направлен в школу пехотных офицеров в качестве командира стрелковой роты. Позже он подал прошение о переводе в Беране, чтобы иметь возможность помогать своей матери. С 1934 года служил в Беране сначала командиром взвода в батальоне 48-го пехотного полка. В 1937 году сдал капитанский экзамен, став командиром 1-й роты того же полка. В том же году у Павле родилась дочь Лиляна (1937—1943).
7 апреля 1939 года, после вторжения итальянцев в Албанию рота Джуришича была направлена в город Плав на албанскую границу для сбора информации. Он установил связь с некоторыми людьми, находившимся на территории оккупированной итальянцами Албании, от которых получал информацию. Собранные им сведения не составляли особой ценности для югославской обороноспособности и вскоре он вернулся со своей ротой в Беране. В то же время установленные Джуришичем контакты сыграли свою роль несколько лет спустя: во время Второй мировой войны итальянское командование объявило награду в размере 100 тысяч динаров серебром за его голову. В 1940 году у Павле родился сын Илия.

## Вторая мировая война

### Вторжение стран «оси». Начало партизанской борьбы
В апреле 1941 года на территорию Югославии вторглись силы Германии, Италии и Венгрии. В результате непродолжительных боевых действий страна была оккупирована и расчленена: территорию Черногории сначала заняли немцы, а позже уступили её итальянцам, которые сформировали там свою администрацию. Черногорцы возненавидели итальянцев на фоне массовой депортации своих соотечественников из Косово и Воеводины, террора со стороны усташей в Боснии и множества потоков беженцев со всей Югославии. Ситуация стала ещё хуже, когда итальянцы передали под фактический албанский контроль не только плодородные земли Косово, но и Улцинь — центр производства соли. Выведение из оборота югославских банкнотов номиналом 500 динар нанесло ещё один удар по экономике страны и по благосостоянию оставшихся черногорцев.
На момент вторжения Джуришич имел звание капитана 1-го класса Югославской королевской армии. В день начала войны он в составе Комского отряда под командованием генерала Любы Новаковича перешёл албанскую границу, однако на фоне ожидаемого дальнейшего прорыва к Шкодеру через восточные горы Джуришича застала новость о капитуляции югославской армии. Капитан Джуришич не попал в плен, однако решил спрятать оружие и дождаться момента для открытого выступления против оккупационных войск.

#### Восстание в Черногории
Джуришич начал вести переговоры со многими неравнодушными к сложившейся ситуации гражданами, особенно с офицерами Югославской королевской армии. Среди этих людей были капитан Рудолф Перхинек (сербохорв. Рудолф Перхинек), Райя Попович (сербохорв. Раја Поповић), поручик Мирко Куклич (сербохорв. Мирко Куклић), подпоручик Марко Вукович (сербохорв. Марко Вуковић), майор Милорад Йоксимович (сербохорв. Милорад Јоксимовић) и майор Божо Йоксимович (сербохорв. Божо Јоксимовић). Он вёл также переговоры с членами Коммунистической партии Югославии, однако непреодолимым разногласием между ним и коммунистами стал тот факт, что последние хотели создать народную армию, против чего выступал Джуришич. Именно по этому в день начала восстания он действовал исключительно собственными силами.
13 июля 1941 года в оккупированной итальянцами Черногории было поднято народно-освободительное восстание. Поводом стало провозглашение марионеточного королевства Черногория, во главе которого должен был стоять итальянский регент, но фактически его возглавил лидер черногорского сепаратистского движения «зеленашей» Секула Дрлевич. Среди участников восстания было очень много черногорских сербов, представителей движения «белашей» — сторонников объединения Черногории с Сербией. В восстании приняли участие около 400 офицеров Югославской королевской армии, многие из которых выразили желание сотрудничать с коммунистами. Некоторые из этих офицеров во время войны попали в плен к немцам и итальянцам, но незадолго до восстания были освобождены. Командование восстанием взяли на себя офицеры королевской армии, в то время как коммунисты занялись непосредственно организацией восстания и назначением политических комиссаров. Джуришич после начала восстания присоединился к комитету, организованному для руководства военными операциями в окрестностях Беране.
На первом этапе восстания его участники занимали деревни и небольшие города. 15 июля 1941 года начались боевые действия в зоне, за которую отвечал Джуришич: 17 июля войска под его руководством атаковали итальянский гарнизон в Беране, вынудив его сдаться, и 18 июля город был в руках восставших. Джуришич отличился в ходе этих боёв, проявив себя как один из лучших партизанских командиров. После двухдневных сражений за каждый дом в Беране он принял капитуляцию итальянского гарнизона после переговоров: в делегацию, помимо Джуришича, вошли Милан Куч (сербохорв. Milan Kuč), Саво Йоксимович (сербохорв. Savo Joksimović), Доко Пайкович (сербохорв. Doko Pajković), Радомир Йованчевич (сербохорв. Radomir Jovančević), Радоня Голубович (сербохорв. Radonja Golubović) и Панто Малишич (сербохорв. Panto Mališić). Однако Джуришич отказался следовать инструкциям по обращению с итальянскими пленными, которые ему передали коммунисты. В ходе восстания он также участвовал в боях против сил Дрлевича, а после отступления итальянцев из Лимской долины Джуришич призвал повстанцев выступить в направлении Рожае и Косовска-Митровицы и атаковать позиции местных мусульман и албанцев, назвав тех «антинародным» движением. Однако лидеры восстания сочли подобные действия неприемлемыми.
Среди лидеров восстания в Черногории были такие офицеры Югославской королевской армии, как полковник Байо Станишич и майор Джорджие Лашич. Однако в течение шести недель итальянские войска численностью 67 тысяч человек при поддержке мусульман и албанских добровольцев из пограничных регионов, которые обеспечивали прикрытие на флангах, вернули под свой контроль все города и дороги в Черногории. Военный губернатор Черногории Алессандро Пирцио Бироли призвал свои войска при подавлении восстания избегать «актов возмездия и бессмысленной жестокости», но, несмотря на этот призыв, итальянцами и их союзниками были сожжены десятки деревень. Погибли сотни мирных жителей людей, а свои родные места вынуждены были покинуть от 10 до 20 тысяч человек. В течение какого-то времени мусульманам и албанцам разрешалось грабить и сжигать целые деревни. После первых итальянских успехов собравшиеся в Беране политики стали чаще критиковать саму идею восстания; бывшие югославские офицеры дезертировали из частей; политики стали создавать свои организации, перебегая на сторону итальянцев и охаивая коммунистов. Вскоре из состава комитета, организовавшего восстание в районе Беране, вышел и сам Джуришич. После поражения восстания Джуришич отступил. 3 августа 1941 года он выдвинулся в направлении Заучка-Горы, а затем ушёл в Горне-Заостро, где образовал так называемый Горный штаб (сербохорв. Горски штаб / Gorski štab).
В руководстве восставших назрел серьёзный раскол между коммунистами с одной стороны и националистами с другой стороны. Националисты призывали прекратить борьбу, считая восстание проваленным, в то время как коммунисты были намерены сражаться дальше. В конце 1941 года националисты вышли на связь с итальянцами, предложив им свою помощь в борьбе против коммунистов, которые уже сформировали своё отдельное собственное народно-освободительное движение, в то время как силы националистов вместе с Джуришичем, пользовавшимся популярностью в своём клане Васоевичей на севере Черногории, отступили в глубину страны. Расчёт националистов был на то, что они не только перестанут провоцировать своими действиями итальянцев, но в случае атаки смогут защитить горные деревни. В северной Черногории противоречия между коммунистами и националистами были ещё более острыми: последние не только поддерживали сербскую нацию и сербскую культуру, но и презирали мусульман. Коммунисты, ведя национально-освободительную борьбу против немцев и их пособников, пытались также избавиться от «классовых врагов». С учётом того, что усташи не гнушались использовать в своих целях мусульман из Санджака, а из отошедших к Албании сербских территорий были депортированы этнические сербы, Джуришич и его четники возненавидели албанцев и мусульман в целом, обратив против них своё оружие.
Отголоски восстания продолжали звучать до декабря 1941 года. В том же году Джуришич по рекомендации лидера движения югославских четников Дражи Михалиовича был награждён Орденом Звезды Карагеоргия в соответствии с распоряжением югославского правительства в изгнании.

#### Указания Дражи Михайловича
В октябре 1941 года главнокомандующий Югославской армии на родине Драголюб Михайлович назначил Джуришича командиром всех регулярных и резервных частей сопротивления в центральной и восточной частях Черногории и районах Санджака. В начале ноября 1941 года, когда между четниками и партизанами произошёл окончательный разрыв и началась братоубийственная война, лидеры сербского националистического движения в Черногории отправили Джуришича на встречу к Михайловичу. По итогам этой встречи Михайлович постановил назначить майора Джорджие Лашича на должность командующего силами четников в Старой Черногории, а капитана Джуришича — командующим подразделений четников в Санджаке (Лимско-Санджакских отрядов). Также Михайлович присвоил Джуришичу звание воеводы четников.
Йозо Томашевич писал, что 20 декабря 1941 года Джуришич получил от Михайловича ряд указаний, в которых излагались основные цели движения югославских четников:
- Борьба за свободу всего югославского народа под властью Его Величества Короля Петра II Карагеоргиевича.
- Образование Великой Югославии и создание внутри неё моноэтнической Великой Сербии, в состав которой должны были входить Сербия (с учётом Македонии), Черногория, Босния и Герцеговина, Срем, Банат и Бачка.
- Борьба за включение в состав Югославии всех словенских территорий, оккупированных Италией, Германией (Триест, Горишка, Истрия, Словенская Крайна) и Болгарией (все территории, контролировавшиеся Болгарией), и территорий Северной Албании со Шкодером;
- Изгнание из Югославии всех национальных меньшинств и антигосударственных элементов;
- Образование смежных границ между Сербией и Черногорией и Сербией и Словенией путём полного изгнания мусульман из Санджака, а также мусульман и хорватов из Боснии и Герцеговины.

В этих указаниях говорилось, что сотрудничество с партизанами невозможно, так как цели партизан противоречат целям четников. Некоторые историки считают эти указания фальшивкой, а её автором называют Джуришича, который даже не встречался с Михайловичем. Другие историки либо не упоминают несостыковки в вопросе подлинности инструкций, либо признают документ подлинным.

#### Сотрудничество с итальянскими оккупантами
В январе 1942 года Джуришич встретился с представителями итальянского бригадного генерала Сильвио Бонини, командующего 19-й пехотной дивизии «Венеция». Брат Павле, Васо, отвечал за поддержание связи с итальянской дивизией и находился в её штаб-квартире в Беране. На встрече Джуришичу гарантировали свободу действий против партизан в зоне ответственности дивизии. Было заключено соглашение с представителями итальянской армии, которое подписал Васо с разрешения своего брата. В марте того же года Джуришич снова встретился с представителями командования дивизии, а вскоре собрал группу офицеров югославской армии, югославских политиков и иных людей, не имевших отношения к коммунистам, и передал им указания Михайловича. Штаб, которым командовал Джуришич, обозначался в донесениях Михайловича как «Горный штаб 15» (сербохорв. Горски штаб 15 / Gorski štab 15), а центром его являлась деревня Заостро
Также в январе 1942 года силы четников под командованием Лашича провели ряд успешных операций против партизан в районе Андриевицы, однако Лашич получил тяжёлое ранение головы во время одного из сражений, что фактически означало, что вскоре явным лидером четников в Черногории станет именно Джуришич. 5 января Джуришич принял командование районом Беране, в тот же день там были образованы еще семь отрядов четников. Чуть позже был образован окружной политический комитет, отвечавший за пропаганду и поиск добровольцев. Вскоре Джуришич взял под свой контроль все группы четницких добровольцев в районе Беране (итого 500 человек) и ещё две небольшие группы из Колашина и Биело-Поле (итого 120 человек). 13 января он атаковал два партизанских батальона, действовавших в районе Беране, а после четырёх дней почти полностью взял под свой контроль территорию партизан при поддержке итальянских войск и добровольцев из числа мусульман. К 24 января войска Джуришича захватили последнюю подконтрольную красным партизанам деревню: в ходе боя они убили 15 человек и казнили 27 пленных, окончательно выбив из района Беране партизанские силы.
В марте Джуришич на переговорах с итальянцами убедил их в своих намерениях продолжать борьбу против партизан и показал, что его части действуют и за пределами зоны ответственности 19-й пехотной дивизии. Между Джуришичем и генералом Бироли, военным губернатором Черногории, было подписано соглашение, связанное с зоной ответственности дивизии. В обмен на поддержку войск Джуришича оружием, продовольствием и деньгами итальянцы взяли с Джуришича ряд обязательств:
- руководить вооружённой борьбой против коммунистов и их сторонников;
- поддерживать контакт с итальянской военной администрацией, чтобы действия Джуришича были согласованы с итальянцами (к северу от реки Лева его действия координировал генерал Бонини, к югу — генерал Бироли);
- поддерживать порядок и обеспечивать безопасность дорог в зоне своей ответственности;
- не нападать на итальянские части, а выступать только против вооружённых отрядов коммунистов;
- после разгрома коммунистического сопротивления вернуть итальянцам обратно всё поставленное оружие (за исключением того, что нужно для поддержания порядка).

Несмотря на тщательное соблюдение указаний Михайловича, Джуришич изначально почти не имел влияния на представителей сил сопротивления в Черногории, не подчинявшихся коммунистам, а после своего возвращения от Михайловича так и не смог разработать эффективную стратегию борьбы против итальянских оккупантов или коммунистических частей. С начала года четники стали чаще нападать на поселения мусульман, особенно в Восточной Черногории и Санджаке. В январе-феврале партизаны заняли Колашин и расправились со своими противниками, казнив около 300 человек и сбросив их тела в ямы, которые прозвали «собачьими кладбищами». Подобные репрессии вынудили местное население выступить против партизан. 23 февраля Джуришич выбил Колашин, и четники закрепились там до мая 1943 года, но развязали ответный террор против партизан и их сторонников, которых они убивали на месте. Так, в деревне Липово ими было убито 17 раненых партизан, взятых в плен. В марте и апреле четники организовали показательные суды над людьми, которые либо были коммунистами, либо тайно их поддерживали. Все подсудимые были приговорены к смерти и казнены. В Колашине Джуришичем была организована четницкая тюрьма, где около 2 тысяч человек содержались под стражей и подвергались пыткам. В районе Брезы, под Колашиным, четниками было казнено как минимум 74 заключенных. В конце апреля 1943 года 313 заключенных этой тюрьмы были выданы итальянцам, а 25 июня 1943 года 27 человек из этих выданных в составе группы из 180 пленников были казнены итальянцами.
В мае 1942 года войска Джуришича нанесли поражение последнему оставшемуся крупному партизанскому отряду в Черногории, а в июне того же года он даже начал оказывать усташам помощь в районе города Фоча на юго-востоке Боснии. Тем временем Михайлович, которого немцы вынудили покинуть Сербию, прибыл в разгар войны четников и партизан в Черногорию вместе со своим штабом и связным британского Управления специальных операций. Свой новый штаб Михайлович разместил в деревне Горне-Липово, недалеко от штаба Джуришича в Колашине, рассчитывая на помощь Джуришича при дальнейших действиях, поскольку у самого Михайловича были крайне небольшие силы. После прибытия Дражи в Черногорию Джуришич связался с британским связным генерала, сказав, что действует отдельно от Михайловича и даже вопреки его приказам. Приказы Михайловича четники в Черногории исполняли редко, несмотря на то, что формально признавали его в качестве главнокомандующего.
В июне того же года четники заняли город Нова-Варош, однако между майором четников Милошем Глишичем и итальянцами разгорелся спор о том, под чей контроль должен перейти город. Не желавший уступать Глишич даже был готов ввязаться в бой, в то время как представитель верховного командования четников Остойич и сам Джуришич выступали за то, чтобы по-хорошему отдать город итальянцам. Конфликтовавший с Глишичем Джуришич договорился с итальянским генералом Джованни Эспозито о том, что войска Глишича оставят Санджак и что вместо Глишича правый фланг итальянцев на побережье Дрины будут прикрывать именно силы Джуришича. Большинство сил Глишича вынуждены были покинуть регион, а сам Глишич вскоре был арестован гестапо: так Джуришич стал главным командиром четников во всём регионе.
24 июля 1942 года старший командир сил четников в Черногории Блажо Джуканович заключил с Бироли соглашение об организации и признании трёх четницких «летучих отрядов» в качестве вспомогательных частей, которые должны были действовать против партизан. Эти отряды получали снабжение, оружие и жалование от итальянцев. Они насчитывали 4500 человек, из которых 1500 были под командованием Джуришича. Четницкие части стали играть важную роль в удержании итальянскими оккупационными силами территории Черногории. Существовавший Черногорский четницкий комитет, руководителем которого был бригадный генерал Джуканович и членом которого являлся Джуришич, итальянцы называли «черногорским националистическим комитетом», целями которого были борьба против всех, кто сопротивлялся итальянской оккупации, и поддержание закона и порядка. В соответствии с заключённым соглашением итальянцы также предоставляли семьям четников денежное пособие.
В течение последующих месяцев 1942 года итальянцы совместно с четниками добились отхода партизан из Черногории, после чего итальянцы преобразовали вспомогательные силы четников в местную полицию, охраняющую пограничную зону. Большую часть этого времени Джуришич действовал на своё усмотрение в Северной Черногории, не следуя чьим-либо указаниям.. В декабре того же года четники из Черногории и Санджака организовали совещание в деревне Шаховичи под Биело-Поле, на котором также выступал Джуришич, игравший там основную роль. Его позиция основывалась на восстановлении довоенного статуса Югославии, предъявлении территориальных претензий к некоторым из географических соседей Югославии и полном неприятии чужеземцев. Делегацию Михайловича на совещании представлял начальник его штаба, майор Захарие Остоич, который поддержал намерения Михайловича об изгнании мусульманского населения с территорий вдоль границ Черногории и Санджака. На совещании было принято решение уничтожить мусульманские деревни в общине Чайниче.

### Битва на Неретве

#### Подготовка
В декабре 1942 года немцы, опасаясь возможного открытия второго фронта союзниками на Балканском полуострове, занялись разработкой плана антипартизанской операции в Боснии и Герцеговине под кодовым названием «Вайс». Предполагалось, что в операции будут участвовать вооружённые силы не только Италии, но и Независимого государства Хорватии. На позднем этапе подготовки плана итальянцы занялись подготовкой и снаряжением войск четников, в том числе и отрядов Джуришича. В начале января 1943 года Верховное командование сил четников отдало приказ своим черногорским подразделениям провести «операцию по зачистке» в общине Биело-Поле на северо-востоке Черногории, направленную против сил усташей и мусульманских добровольческих вооружённых формирований. 10 января 1943 года Джуришич доложил, что войска четников под его командованием сожгли 33 мусульманские деревни: четниками были убиты 400 мусульман-коллаборационистов, однако жертвами четников также стали около тысячи женщин и детей.
Отряды Джуришича настолько сильно зависели от снабжения со стороны итальянцев, что оставались в Черногории до 18 января при том, что первая фаза операции «Вайс» должна была начаться через двое суток. Тем временем 3 января Остоич отдал четникам распоряжения — зачистить общину Чайниче и изгнать оттуда усташей и мусульман, которых считал союзниками последних. Историк Радое Пайович писал, что у Остоича в детально проработанном плане действий не прописывалось прямым текстом, что именно необходимо было сделать с мирным мусульманским населением: все подобные инструкции передавали устно соответствующим командирам на местах. Задержки четников с их вовлечением в план «Вайс» привели к тому, что Верховное командование четников решило включить в зону «зачистки» ещё и общину Плевля в Санджаке и общину Фоча в Боснии. Были подготовлены силы численностью 6 тысяч человек, разделённые на четыре отряда, командирами которых были назначены Воислав Лукачевич, Андрия Вескович, Здравко Касалович и Байо Никич. Михайлович распорядился, чтобы все эти отряды были переведены под единое командование Джуришича.

#### Резня мусульманского населения
Согласно опубликованным документам, в начале февраля 1943 года в ходе продвижения на северо-запад в Герцеговину при подготовке к реализации плана «Вайс» силы четников в районе общин Плевля, Фоча и Чайниче истребили множество мусульман. 13 февраля Джуришич направил Михайловичу сообщение, в котором утверждал, что четники уничтожили 1200 мусульманских солдат, но в то же время казнили около 8 тысяч мирного населения — преимущественно женщин, детей и стариков. Было уничтожено всё имущество, за исключением скота, зерна и сена, которые себе забрали четники. Джуришич сообщал об этом прямым текстом буквально следующее:

Операции проведены строго в соответствии с приказом и переданными распоряжениями. Нападение началось в назначенное время. Все командиры и подразделения выполнили поставленные задачи ко всеобщему удовлетворению. Все мусульманские сёла в трёх упомянутых районах полностью сожжены, чтобы не оставалось ни одного целого дома.
Всё имущество уничтожено, за исключением скота, зерна и сена. Приказывалось и планировалось собрать в определённых местах запасы продовольствия для людей и животных, создать резервные продовольственные склады и обеспечить снабжение в полевых условиях тех частей, которые проводят зачистку местности и прочёсывание лесов, а также с целью укрепления организации на свободной территории.
За время операции было полностью уничтожено мусульманское население вне зависимости от пола и возраста.
Оригинальный текст (серб.)Операције су изведене тачно по наређењу и издатој заповести. Напад је почео у одређено време. Сви команданти и јединице извршили су добијене задатке на опште задовољство. Сва муслиманска села у три поменута среза су потпуно спаљена да ниједан њихов дом није остао читав.

Сва имовина је уништена сем стоке, жита и сена. Наређено је и предвиђено прикупљање људске и сточне хране у одређеним местима, за стварање магацина резервне хране и исхрану јединица које су остале на терену ради чишћења и претресања терена и шумовитих предела, као и ради спровођења и учвршћивања организације на слободној територији.

За време операција се приступило потпуном уништавању муслиманског живља без обзира на пол и године старости.

Марко Аттила Хоаре писал, что в марте того же года в Горажде было убито 500 мусульман, большую часть из которых составляли женщины, дети и старики. Имелись случаи изнасилования женщин. Всего в январе и феврале 1943 года войсками Джуришича было убито 10 тысяч человек в ходе устроенных побоищ. Однако в феврале часть мусульман покинула территории в Сараево, что позволило избежать дальнейших жертв среди гражданских. Сами четники потеряли 36 человек убитыми и 58 ранеными.
Журналист издания Srpska24.me Никола Станоевич утверждал, что в отданном Джукичем приказе о запланированных на территории общин мероприятиях содержался пункт, прямо запрещавший четникам нападать на мирных жителей, и оспаривал подлинность сообщения Джукича от 13 февраля. Наличие этого пункта в приказе Джукича подтверждал историк Радое Пайович, говоря, что его включили, чтобы не допустить появления письменных распоряжений, разрешавших нападать на гражданских. Однако 8 февраля 1943 года, по словам того же Пайовича, один из командиров четников сделал запись на своей копии письменных приказов, переданных Джуришичем, отметив, что отрядам свыше поступило новое распоряжение — истребить всех мусульман в округе. 10 февраля командир Плевельской четницкой бригады сообщил одному из командиров своих батальонов, что его собственное командование отдало прямой приказ истребить всех мусульман в окрестностях. Йозо Томашевич писал, что хотя четники расценивали свои действия как ответ на агрессию мусульман, обстоятельства вели к тому, что расправа над мусульманами со стороны Джуришичем фактически была реализацией инструкций Михайловича по полной зачистке Санджака от мусульман.

#### Исход битвы
К концу февраля 1943 года четники Джуришича продолжали борьбу с партизанами, пытаясь не допустить их движение к востоку от Неретвы. 23 февраля войсками Джуришича был взят Колашин, куда был перенесён штаб четников из Горни-Заостро. Сама битва на Неретве закончилась тем, что партизаны сумели успешно форсировать реку, а войска Джуришича отступили к Калиновику, где в конце марта понесли огромные потери в боях со 2-й Пролетарской дивизией НОАЮ. После прорыва позиций майора Андрии Весковича на южном берегу Неретвы войска Джуришича завязали бои против партизан у Невесине, пытаясь не допустить их продвижения в Черногорию, однако в итоге войска Джуришича вынуждены были отступить.
Отступая к реке Дрина, Джуришич собрал 4500 четников из Боснии и Черногории в районе Фочи к апрелю, однако ему не хватало ресурсов для ведения боевых действий. Вскоре итальянцы вывели почти все свои войска из Фочи и оставили без своего контроля почти весь Санджак. В течение апреля 1943 года Джуришич, используя подконтрольные ему 3 тысячи человек, продолжал сдерживать натиск партизан вдоль реки Дрина. Джуришич также связался с главой военной администрации Черногории генералом Алессандро Пирцио Бироли и выставил ему ультиматум: если Италия попытается провозгласить независимость марионеточной Черногории, то он организует всенародное антиитальянское восстание. В связи с этим вплоть до лета 1943 года между четниками и итальянцами действовал своеобразный пакт о ненападении в Черногории.

### Арест Джуришича
После операции «Вайс» немцы приступили к подготовке очередной наступательной операции, получившей кодовое название «Шварц». Целью этой операции было разоружение всех четников и уничтожение сил коммунистического партизанского сопротивления в Черногории и Санджаке. Немцы также пытались обеспечить себе доступ к залежам боксита, свинца и хрома. Согласно Йозо Томашевичу, немцы опасались возможной высадки западных союзников на Балканы и стремились покончить со всеми группировками, которые имели хоть какую-то возможность помочь западным союзникам. В начале мая в Санджак и Восточную Черногорию вошли части немцев, и Джуришич отступил в Колашин с 500 солдатами, присоединившись к войскам Драгутина Кесеровича.
10 мая 1943 года командир 4-го полка дивизии «Бранденбург» подполковник Хайнц встретился с Джуришичем в Колашине, чтобы убедить его помочь немцам в борьбе против партизан. Майор на встрече заявил о том, что после победы над коммунистическими партизанами готов будет направиться на Восточный фронт. С его слов, Михайлович покинул Колашин в конце 1942 года, а о самом генерале Джуришич отзывался не лучшим образом, называя его «неуверенным мечтателем, бродящим по земле» и утверждая, что разошелся с Михайловичем во взглядах из-за чрезмерной подверженности генерала пропаганде и переоценки его возможностей. Джуришич также уверял Хайнца, что именно титовские партизаны являются единственным серьёзным противником. 11 мая 1943 года Хайнц обратился к генералу от инфантерии Рудольфу Лютерсу, командующему немецкими силами в Хорватии, с предложением «легализовать» деятельность четников Джуришича, которую уже разрешила итальянская военная администрация, и использовать эти группы для разоружения иных, «нелегальных» групп четников. Хайнц также заявил, что после окончательного разгрома партизан следовало бы легализовать самые слабые части войск Джуришича. Но последующие события показали, что командование вермахта не учитывало никоим образом результаты бесед Хайнца с Джуришичем.
14 мая 1943 года передовые части 1-й горнострелковой дивизии вермахта вступили в Колашин и арестовали Джуришича, проигнорировав все существование между четниками и итальянцами договорённости. В плен к немцам попали начальник штаба Джуришича Райо Попович и адъютант капитан Митар Букумир. Ни сам Джуришич, ни его люди сопротивления не оказывали, операция по задержанию прошла без потерь. Однако итальянцы выразили протест против действий немцев: они окружили здание, где располагался штаб дивизии вермахта, и подвели к нему тяжёлые пехотные части. Однако последующие переговоры привели к тому, что итальянцам пришлось уступить немцам. Джуришича вывезли на санитарной машине в городе Беране, а затем самолётом Storch с аэродрома на Градинском поле его доставили в Берлин, где он пробыл в заключении некоторое время, подвергаясь допросам и пыткам. В июне 1943 года его отправили в концлагерь под Стрыем (нынешняя Львовская область). Арест Джуришича и последующее разоружение группы четников к западу от Колашина фактически привели к их выходу из операции «Шварц».
27 августа 1943 года, пробыв три месяца в заключении, Джуришич сбежал из концлагеря и попытался через Венгрию пробиться обратно на родину с ещё одним беглецом. Однако при попытке перейти Дунай в районе Панчево (южный Банат) его снова арестовали немцы, поместив его под стражу на 40 суток в белградский армейский дом, служивший в качестве тюрьмы гестапо. Освободили Джуришича в октябре 1943 года после прямого вмешательства главы Правительства национального спасения генерала Милана Недича, который обратился к немецкому дипломату Герману Нойбахеру. Освобождение Джуришича состоялось также с одобрения генерала Ганса Фельбера, командующего немецкими войсками в юго-восточной Европе.

### Возвращение в Черногорию
В сентябре 1943 года Италия капитулировала перед западными союзниками и вышла из войны. Прежде контролируемую ей территорию Черногории заняли немцы, образовав полевую комендатуру № 1040 под командованием генерал-майора Вильгельма Кайпера. Нойбахер тем временем занялся разработкой плана по возможному объединению Сербии и Черногории в «Великосербскую федерацию», который представил в октябре Иоахиму фон Риббентропу. Реализация этого плана зависела во многом от Джуришича, у которого был высокий авторитет среди четников и поддерживавшего их населения в Черногории: после гибели 18 октября Байо Станишича и Блажо Джукановича во время боёв за монастырь Острог именно Джуришич оставался самым популярным командиром. Нойбахер, Недич и Фельбер рассчитывали использовать войска Джуришича для разгрома партизан и сближения марионеточных государственных образований на территории Сербии и Черногории. План Нойбахера не был одобрен Гитлером, но Джуришич получил все необходимые припасы и в ноябре 1943 года вернулся в Черногорию для борьбы против коммунистических партизан. Сам Джуришич после выхода из тюрьмы надеялся связаться при первой возможности с Драголюбом Михайловичем.
Примерно в это время Джуришич установил связь с Димитрие Лётичем, командиром Сербского добровольческого корпуса, который предоставлял Джуришичу и его людям вооружение, запасы продовольствия и другие припасы вплоть до печатных машинок. С Недичем Джуришич договорился о том, что разделит все свои силы в Черногории на три полка, чтобы включить их в состав Сербского добровольческого корпуса: в обмен на это ему готовы были обеспечить выезд в Черногорию, где майора Джуришича ожидали с нетерпением. По возвращении в Черногорию Джуришич сформировал три полка в Милешево, Плевле и Подгорице. Томашевич писал, что Недич произвёл Джуришича в подполковники и назначил его помощником командира корпуса. Однако, согласно Пайовичу, звание подполковника Джуришичу присвоило правительство Югославии в изгнании в середине 1944 года по рекомендации Михайловича.

### Сотрудничество с немецкими оккупантами

#### Начало 1944 года
В первой половине 1944 года немцы организовали ряд наступлений на позиции партизан в Черногории и Санджаке, во многом полагаясь на помощь войск Лашича и Джуришича. Немцы занимались непосредственно командованием и снабжением войск, предоставляя небольшие мобильные бронетанковые части с тяжёлым оружием, поскольку силы самих немцев были ослаблены. В феврале и марте силы немцев и четников провели в районе Подгорицы несколько военных операций — «Бора» (нем. Bora), «Время цветения» (нем. Baumblüte) и «Ранняя весна» (нем. Vorfrühling).
В марте 1944 года на территорию Сербии вышли части 2-й Пролетарской и 5-й Краинской дивизий Народно-освободительной армии Югославии, в то время как в Северной Черногории и Санджаке контроль над территориями остались удерживать только бойцы 37-й Санджакской дивизии. Джуришич решил воспользоваться этой слабиной и предложил немцам провести наступательную операцию. План под кодовым названием «Весеннее пробуждение» предусматривал действия в северной части Черногории и Санджаке. Его основной целью было взятие города Колашина, которое должно было состояться благодаря концентрическим атакам с направлений Плевли, Приеполье и Пештера. Это позволило бы соединиться с силами, наступавшими с направления Подгорицы на юге, и вбить клин между линиями обороны партизан. В операции предполагалось участие 5 тысяч человек, часть из которых составляли силы Джуришича.
В феврале 1944 года Недич отправил в помощь Джуришичу 2-й батальон 5-го полка Сербского добровольческого корпуса численностью 900 человек. Этот батальон наряду с полицейским полком самообороны СС Санджака и двумя моторизованными ротами вермахта должен был участвовать в операции, которая началась 9 апреля. 12 апреля немцы и четники вышли к Биело-Поле, 17 апреля войска Джуришича добрались до Беране, однако на реке Тара близ Мойковаца против них в бой вступили силы 37-й Санджакской дивизии. 24 апреля, после девяти дней атак и контратак, 37-я Санджакская дивизия вместе с помогавшей ей 7-й Черногорской молодёжной бригадой имени Будо Томовича (из состава 3-й ударной дивизии) перехватила инициативу, освободив 30 апреля Биело-Поле, а 5 мая — Беране.
В результате этой неудачной операции войска немцев и четников оказались разделены: находившиеся на юге их силы не могли пробиться к своим частям на севере. Четники понесли огромные потери: в частности, из 893 человек 2-го батальона 5-го полка Сербского добровольческого корпуса в строю осталось всего 350.

#### Лето 1944 года
В середине мая 1944 года Джуришич посетил Белград и обратился к премьер-министру Недичу, послу Нойбахеру и генерал-фельдмаршалу Максимилиану фон Вайхсу, главнокомандующему немецкими войсками в Юго-Восточной Европе с просьбой срочно отправить его подразделениям оружие и снаряжение. При помощи немцев, Недича и Лётича Джуришич учредил новое воинское формирование — Черногорский добровольческий корпус, формально входивший в состав Сербского добровольческого корпуса. В этом корпусе служили некоторые из бывших подчинённых Джуришича, которые прежде содержались в немецком плену, однако большую часть личного состава корпуса составляли четники из Черногории; в отношении этого корпуса использовались термины наподобие «народного войска». К этому моменту Джуришич всё ещё формально сохранял верность войскам Драголюба Михайловича и югославской королевской власти, но фактически он воевал на стороне немцев и Недича, который всячески оказывал ему помощь. Некоторые сербские националистические организации полагают, что Джуришич сотрудничал с Недичем не по своей воле, а присягу, данную Михайловичу, не нарушал.
2-я танковая армия вермахта разделила войска Джуришича на три полка — 6-й, 7-й и 8-й, в дополнение к 5 полкам Сербского добровольческого корпуса. Черногорский добровольческий корпус подчинялся штабу 2-й танковой армии. Командиром корпуса был назначен именно Джуришич, штаб корпуса был размещён в Приеполе. В состав 6-го полка (штаб — Приеполе, капитан Вуксан Цимбалевич) входили четники из окрестностей Андриевицы и Беране, в состав 7-го полка (Плевля, капитан Радоман Райлич) — четники из Санджака, в состав 8-го полка (Подгорица, капитан Милош Павичевич) — четники из Подгорицы, Даниловграда и Никшича. Ожидалось, что в каждом полку будут два «корпуса» по 800 человек каждый. Общая численность Черногорского добровольческого корпуса находилась в районе 7—8 тысяч человек.
Бывший офицер связи при Воиславе Лукачевиче, лейтенант Хойс (Heusz), был назначен наблюдающим за Джуришичем. 30 мая 1944 года он отправил ему подробный брифинг с указаниями, чтобы заодно проверить, насколько успешно протекали совместные операции четников и немцев. В середине июня с согласия немцев Джуришич перебрался в район Подгорицы с группой своих подручных, чтобы лично проконтролировать процесс формирования 8-го полка Черногорского добровольческого корпуса. Димитрие Лётич в то же время доверил Джуришичу возглавить специальную миссию в Черногории вместе с начальником воспитательной службы Сербского добровольческого корпуса СС Ратко Парежаниным, который был связным Джуришича. Джуришич преобразовал силы четников под своим командованием и разделил их на две территориальные структуры: одна находилась под командованием войск в Черногории и Которском заливе, другая — под командованием войск в Стари-Расе.

#### Осень 1944 года
Сотрудничество Джуришича с немцами продолжилось и во второй половине 1944 года. 13 июля 1944 года в эфире Радио Белграда прозвучала благодарность в адрес Джуришича «за его службу блоку оси». В то же время Черногорский добровольческий корпус продолжал нести потери: в августе в ходе операции «Рюбецаль» 8-й полк корпуса был почти полностью уничтожен бойцами 7-й Черногорской молодёжной бригады имени Будо Томовича. Потери всего корпуса были настолько велики, что 21 сентября 1944 года немцы объявили об очередном переформировании корпуса. Джуришич и его люди в то же время организовали репрессии против населения Плевли, Приеполе, Прибоя и Нова-Вароша, организовав массовые обыски в деревнях с целью найти и уничтожить лиц, сочувствовавших коммунистическому партизанскому движению. Так, в деревне Белопавличи ими были казнены 48 сторонников партизан.
Сам Джуришич оставался в Черногории до конца операции «Рюбецаль», прежде чем вернуться в Санджак. После операции уменьшилось одновременно присутствие и партизан, и немцев в северной Черногории и в Санджаке: основные сражения Югославского фронта уже разворачивались на территории Сербии, а партизанские части достаточно быстро восстановили контроль над временно утраченными территориями. Командование 181-й пехотной дивизии вермахта отдало приказ трём батальонам, находившимся в районе Плевли и изолированным от большой земли, прорваться через контролируемую партизанами территорию и воссоединиться с оставшейся в Матешево частью дивизии. План получил кодовое название «Нордштурм» (нем. Nordsturm), а в нём предусматривалось значительное участие войск Джуришича. В целом план коррелировал с общими намерениями Джуришича продвигаться к побережью, где ожидалась возможная высадка западных союзников. Операция «Нордштурм» началась 31 августа: хотя немцы и четники Джуришича преуспели на первых порах, взяв Колашин и Беране, партизаны достаточно быстро отбили города, перейдя в контратаку, и заняли значительную часть населённых пунктов на севере и западе Черногории и на востоке Герцеговины.
11 октября 1944 года по предложению фон Вайхса полномочный представитель германских войск в Черногории Вильгельм Кайпер наградил Джуришича Железным крестом II класса от имени фюрера и Верховного командования вермахта за борьбу против партизан. Сообщение о награждении было приведено в том же месяце в выпуске черногорской коллаборационистской газеты «Ловћен» с указанием о присвоении звания подполковника, что хронологически было не совсем точно, так как звание подполковника Джуришичу присвоили ещё раньше.
Джуришич продолжал поддерживать связь с Лукачевичем, который вместе со своими войсками предпринял попытку атаковать немцев в Герцеговине, и рассчитывал в случае высадки западных союзников присоединиться к нему в борьбе против немцев. Известно, что 3 октября 1944 года делегация четников в лице Павле Джуришича и делегация албанцев в лице Ндуэ Марку Гьона провела переговоры по поводу возможности заключения союза в борьбе против коммунистического партизанского движения и отступлении объединённых сил в Грецию. Он посетил Шкодер, где обсудил с албанцами возможность создания некоей «свободной территории» в виде Черногории, побережья Которского Залива и Албании для высадки союзных сил (в том числе и югославской королевской армии). Была заключена договорённость не только с Марку Гьоном, но и начальником албанской жандармерии Жаном Юсуфом. Однако войска Лукачевича были разбиты, а высадки союзников в Адриатике так и не случилось. Немцы же продолжали отслеживать все передвижения Джуришича, пытаясь использовать по максимуму существовавшие в его распоряжении силы. По данным на 16 ноября 1944 года, войска Джуришича фигурировали у немцев в составе группы армий «E», а всего у немцев к тому моменту в Черногории находилось 47 тысяч человек (в том числе 10 тысяч под командованием Джуришича).

### Отступление из Черногории
21 октября 1944 года партизаны после пятидневного сражения освободили Грахово. 6 ноября партизаны окружили Цетине, гарнизон которого составляли немцы, которым помогали оставшиеся итальянские чернорубашечники и около 600 четников. 8 ноября к немцам и четникам подошло подкрепление в виде войск Джуришича численностью от 800 до 1000 человек, которые смогли прорвать осаду города. 14 ноября 21-й горный корпус вермахта начал наступление со стороны Подгорицы на Никшич, чтобы создать коридор для немецких войск, через который они могли бы покинуть Черногорию. В наступлении участвовали 363-й гренадерский полк 181-й пехотной дивизии вермахта, усиленный артиллерийскими частями, две объединённые немецкие боевые группы и 86-й батальон Национальной республиканской гвардии Италии (бывший 86-й батальон чернорубашечников). На флангах были задействованы около 1200 четников Джуришича. Оборону у партизан держала 6-я Черногорская ударная бригада, которой помогала артиллерийская группа 2-го ударного корпуса НОАЮ и британские союзные части в лице 211-й (восточноланкаширской) батареи 111-го полка полевой артиллерии Королевской артиллерии — британцы высадились в Дубровнике в конце октября с целью оказания помощи партизанам и предоставления им огневой поддержки с использованием 25-фунтовых пушек-гаубиц. Бои продлились в течение 12 суток, в ходе которых обе стороны понесли огромные потери, однако немцы не смогли выбраться, ещё и утратив контроль над побережьем Которского залива. 25 ноября немцы решили отказаться от своего прежнего плана и атаковать уже Колашин: четники Джуришича продолжали сражаться на стороне немцев. Однако, дойдя до Колашина, войска Джуришича оставили немцев и направились в сторону Боснии, обойдя Плевлю и разминувшись с находившимися восточнее немецкими частями. Всё это время и немцы, и четники отражали постоянные атаки со стороны союзников. Согласно немецким документам, во время своего отступления из Черногории четники Джуришича грабили деревни, избивали женщин и насильно забирали в свои ряды мужчин.
Войска Джуришича двинулись в северо-восточную Боснию, чтобы соединиться с войсками Драголюба Михайловича: когда тот направил сообщение Джуришичу с приказом направиться в Боснию и присоединиться к силам остальных четников, тот немедленно созвал сбор и принял решение двигаться в Боснию. 28 декабря силы Джуришича достигли Рудо. Изначально Джуришич хотел уйти через Албанию в Грецию, однако его отговорил Михайлович, дав ему указания дожидаться высадки союзников, возвращения короля и восстановления прежней югославской власти. Вместе с Рачичем, Остоичем и Бачевичем Джуришич прибыл в село Забок для проведения совещания, на котором Джуришича обязали произвести реорганизацию его войск, распределив их по дивизиям и полкам. По некоторым данным, один из солдат, противившийся подобным реформам, был убит лично Джуришичем.
Джуришич вскоре выяснил, что у Михайловича не было не только каких-либо устойчивых каналов связи с западными союзниками, но и толкового плана по сохранению войск четников. Между ними завязался спор о том, что делать дальше: Михайлович выступал за то, чтобы перебросить силы четников в Сербию; Джуришич предлагал двинуться в направлении Словении, объединившись с силами Димитрия Лётича, и попытаться дождаться там западных союзников. Джуришич подверг критике руководство Михайловича войсками и настоял на переброске сил четников в Словению, чему активно противился Михайлович. В итоге Джуришич решил пробиваться в Словению отдельно от сил Михайловича и договорился с людьми Лётича, которые уже там находились, встретиться под Бихачом и оказать помощь в продвижении в Словению. За Джуришичем последовало один из идеологов движения четников Драгиша Васич, части под командованием Остоича и Петра Бачовича, а также около 10 тысяч беженцев. Все эти силы были объединены в единую 8-ю Черногорскую армию четников, которая состояла из 1-й, 5-й, 8-й и 9-й Герцеговинской дивизий. Всего, по разным данным, в распоряжении Джуришича оказалось 17 тысяч военных и гражданских лиц. Перед тем, как двинуться в сторону Вишеграда, Джуришич приказал избавиться от транспорта, который помешал бы успешно и быстро прорваться в Боснию. В январе 1945 года черногорские четники Джуришича вступили в бой против усташей в районе Соколаца (к востоку от Сараево) и потеряли 50 человек убитыми и 100 ранеными, а после между обеими сторонами было заключено перемирие. Те части Джуришича, которые сражались против партизан в районе между Сараево и Тузлой, потеряли ещё 29 человек. В начале февраля Джуришич попытался пробиться к Тузле, но потерял ещё 150 человек убитыми и 200 ранеными. Силы Джуришича таяли, а число раненых среди его подчинённых росло.

## Гибель

### Последний бой Джуришича
14 февраля 1945 года Павле Джуришич встретился с Драже Михайловичем в городе Кожухе, доложив ему о тяжёлом положении своих подчинённых. Люди черногорского сепаратиста Секулы Дрлевича предложили Джуришичу объединиться в борьбе против коммунистических партизан, пообещав, что Анте Павелич окажет помощь всем раненым и больным четникам, примет беженцев и позволит Джуришичу выйти в Словению. Михайлович поддержал это решение, и Джуришич заключил соглашение с Дрлевичем и его людьми. 10 марта боеспособные четники перешли реку Босну и двинулись в направлении реки Врбас и Лиевче-Поле, чтобы достичь Козары. С Джуришичем в путь отправились Млавский и Косовский корпуса четников. 31 марта четники уже были на Лиевче-Поле. По мнению Йозо Томашевича, Джуришич решил пойти на это соглашение, чтобы попытаться добраться до Бихача. Полные детали заключённого с Дрлевичем соглашения неизвестны, однако предполагается, что после заключения сделки Джуришич должен был форсировать Саву и прибыть в Славонию, где присоединился бы к войскам Дрлевича — Черногорской народной армии. Он пытался перехитрить усташей и зеленашей, решив переправить на другой берег сначала всех больных и раненых, а боеспособных оставить на южном берегу; свой штаб он направил на запад. Войска Джуришича, попадая в стычки с усташами и партизанами, добрались до реки Врбас к северу от Баня-Луки в конце марта, где с 30 марта по 8 апреля их силы вели неравную битву на Лиевче-Поле против сил НГХ и их танковых частей.
Эта битва стала самой крупной между усташами и четниками за два года. Дрлевич фактически предал четников, в связи с чем им дорогу на Козару закрыли усташи; также четников подпирали приближавшиеся со стороны Баня-Луки части партизанских войск. Усташи использовали не только танки, но и авиацию, которая разбрасывала пропагандистские листовки с призывами к четникам убить Джуришича и присягнуть Дрлевичу. Джуришич, пытаясь вынудить хорватов снова пойти на переговоры, приказал своим подчиненным признать наконец Дрлевича командиром черногорских частей, рассчитывая, что это позволит сохранить жизни солдат с учётом приближавшегося конца войны. В то же время, по мнению Йозо Томашевича, часть четников Джуришича сама переметнулась к Дрлевичу, а понесённые им потери стали причиной, что ему снова пришлось напрямую говорить с лидерами НГХ о дальнейшем продвижении четников в Словению. Как позже выяснилось, его согласие на личную встречу стало роковой ошибкой не только для Джуришича, но и для офицеров Васича, Остоича, Бачовича и ряда православных священников, замученных в усташском плену. По мнению Йозо Томашевича, от Джуришича хотели избавиться и усташи во главе с Павеличем, и зеленаши во главе с Дрлевичем. Поводом для усташей были нападения людей Джуришича на мусульман в Санджаке и юго-восточной Боснии, а для Дрлевича — радикальное неприятие Джуришичем любого черногорского сепаратизма.
Когда усташи узнали, что Джуришич оказался в районе Баня-Луки, то направили в его штаб полковника Хорватского домобранства Метикоша, которого Джуришич знал ещё со времён своей службы в королевской армии. Он договорился прибыть в Стару-Градишку, но совершил тем самым роковую ошибку. 20 апреля Джуришич прибыл в место назначения, где его и ещё нескольких офицеров арестовали усташи, отправив в некое старое здание под предлогом того, что они должны дожидаться прибытия Секулы Дрлевича для переговоров. Примерно в это же время усташи стали расправляться со всеми остававшимися в живых узниками концлагеря Ясеновац, пытаясь скрыть следы своих преступлений. Вскоре в город прибыли ряд высокопоставленных хорватских военных и деятелей движения усташей — Любо Милош, полковник Иван Джал, капитан Драгутин Пудич, капитан Йосип Судар, Бошко Аграм, Душан Попович и подполковник Доминик Пилчили. Проведя ревизию личных вещей и оружия, усташи направили подполковнику Пичили директиву — отвезти пленников во главе с Джуришичем в Ясеновац и расправиться с ними.
Согласно Радое Пайовичу, усташи казнили Джуришича в конце апреля 1945 года в Ясеноваце. По одной из версий, 21 апреля 1945 года, после наступления полуночи усташи связали пленных четников и посадили их на моторную лодку, стоявшуб на Саве. В атмосфере строгой секретности и под серьёзной охраной в лице усташских сил лодка отправилась в путь, добравшись до Ясеноваца. Пленных направили во двор лагеря № 3 (служебное помещение), где их и расстрелял Пичили. Труп Джуришича был сброшен в ближайший колодец, тела остальных убитых были сброшены в ямы, где лежали другие тела жертв Ясеноваца. Некоторые из трупов были сожжены в крематории. Когда в лагерь вступили бойцы 4-й Сербской бригады НОАЮ, взятые в плен усташи сообщили, что тело Джуришича было сброшено в колодец. Партизанам удалось достать тело из колодца, однако они не признали в убитом Джуришича.
По версии Милана Радановича, Джуришича и 31 четницкого офицера расстреляли в главном лагере, а ещё около 100 пленных четников казнили в лагере Стара-Градишка. На сайте мемориала Ясеновац сам лагерь указан официально в качестве места смерти Павле Джуришича. Вместе с Джуришичем были расстреляны полковники Захарие Остоич, Мирко Лалатович и Лука Балетич, майор Петар Бачович, командир летучего отряда из 95 человек Милош Дуйович, капитан жандармерии Петар Драшкович, командир штурмового четницкого отряда Андрия Драшкович и капитан Гайо Радович. Смерти избежал только Драгиша Васич, попавший в плен к партизанам. Джуришич и его четники были расстреляны вместе с оставшимися узниками Ясеноваца.

### Судьба четников Джуришича
Часть бойцов, разбитых при Лиевче-Поле, пыталась добраться до старой югославской границы, но погибла в стычках с партизанами, которые с юга пытались перекрыть путь к отступлению четников из Словении. Жена и сын Джуришича попали в плен к партизанам после того, как остатки колонны четников Джуришича были разбиты. Оставшиеся без своего лидера четники вступили в ряды Черногорской национальной армии Дрлевича и двинулись к австрийской границе.
Тем временем части 4-й армии под командованием генерала Петара Драпшина продолжали действовать на линии Копер — Постойна — Триест — Гориция. Ими был взят в окружение город Дравоград, в районе которого югославские партизаны вели бои против немцев, пытавшихся вырваться с территории Югославии. Бои в этом районе продолжались вплоть до 15 мая, пока не сдались последние части немцев. В окружении оказались ещё 4 тысячи четников, которым грозило попадание к партизанам в плен. Заместитель Павле Джуришича, майор Васо Вукчевич, отправился на переговоры к партизанам, рассчитывая, что те примут капитуляцию четников и будут обходиться с пленными так, как это полагает. Переговоры с ним вёл комиссар 51-й Воеводинской дивизии генерал-майор Милан Баста.  В ходе переговоров четники заявили генералу Басте, что Джуришич был убит усташами, а его предал сговорившийся с ними Дрлевич.
Утром 16 мая один из членов делегации четников, бывший директор гимназии, отправился вместе с помощником политрука 7-й Далматинской ударной бригады Душаном «Шацей» Секичем, чтобы объявить условия капитуляции тем четникам, которые были согласны сдаться в плен. Он взобрался на телегу и произнёс следующее:

Братья, воинская удача отвернулась от нас. Мы окончательно проиграли войну. Победу в войне одержали наши противники и нам не остаётся ничего другого, кроме как сдаться новой Югославской армии. Мы должны дисциплинированно и мирно принять окончательное поражение и сдаться в плен. Меня заверили, что победители будут расследовать нашу вину и что это будут представители новой Югославской армии, Англии, Америки и России. В последний раз, братья, обращаюсь к вам, и да поможет нам Всевышний Бог.
Оригинальный текст (серб.)Braćo, ratna sreća nam je okrenula leđa. Mi smo konačno izgubili rat. Rat su dobili naši protivnici i nama ne preostaje ništa drugo nego da se predamo novoj Jugoslovenskoj armiji. Moramo disciplinovano i mirno primiti konačan poraz i poći u zarobljeništvo.  Dobio sam uvjerenja da će pobednici ispitivati našu krivicu, a to će biti predstavnici nove Jugoslovenske armije, Engleske, Amerike i Rusije. Posljednji put vam se, braćo, obraćam i nek nam Svevišnji Bog bude u pomoći.

После этого выступил Шаца, который призвал четников сдаться партизанской армии, поскольку у них не оставалось никакого другого выхода. Чтобы пресечь возможные мысли о побеге или сопротивлении, Шаца добавил, что четники сдадутся сербскому батальону 51-й Воеводинской дивизии 3-й югославской армии, что вызвало оживление среди самих четников.
Затем началось разоружение четников и их отправка в лагерь военнопленных при штабе 51-й дивизии. Предполагалось, что их отправят в Марибор, где по каждому будет проведено тщательное расследование, однако со многими из пленных расправились партизаны. Часть пленников была казнена на Зидином мосту. Также известно, что ещё около тысячи четников Джуришича пересекли австрийскую границу, однако во второй половине мая британцы вынудили их вернуться в Югославию и фактически выдали их коммунистическим властям. Значительную часть четников Джуришича партизаны уничтожили в боях на югославско-австрийской границе. Попавшие в плен люди Джуришича были вывезены в Южную Словению, где были казнены; тела убитых четников были сброшены в овраги в Кочевском Роге.
Йозо Томашевич назвал расправу партизан над черногорскими четниками в Кочевском Роге «актом массового террора и брутальной политической операцией», отметив схожесть жестокости партизан с жестокостью четников в войне. По его мнению, партизаны отомстили таким образом Джуришичу за расправы над пленными партизанами и мирным населением, сочувствовавшим партизанскому движению Тито, а также решили пресечь попытки четников продолжить войну против коммунистического движения при помощи западных стран. Расправы избежали не более четверти от всех бойцов Джуришича — как участвовавших с ним в боях с самого начала войны, так и присоединившихся к нему позже. Секула Дрлевич сбежал в Австрию, но был убит сторонниками четников.
В целом Джуришича признавали одним из наиболее талантливых командиров движения четников в Югославии, а его командирские навыки высоко отмечали как его союзники, так и его противники.

## Память
В городе Либертивилл в американском штате Иллинойс на сербском кладбище благодаря усилиям сербской диаспоры был установлен памятник Павле Джуришичу. 23 мая 2010 года этот памятник посетили руководители и игроки белградского футбольного клуба «Црвена Звезда».
В мае 2002 года были оглашены планы сооружения мемориального комплекса «Черногорская Равна-Гора» в селе Горне-Заостро, расположенном в 10 км от Беране. Комплекс должен был быть посвящён Павле Джуришичу, который провёл части своей юности в Беране, а также во время войны разместил там свой штаб. Идею сооружения комплекса подал Вуядин Добрашинович, внук Светозара Добрашиновича, одного из заместителей Джуришича. Одним из сторонников идеи установки памятника Джуришичу был Андрия Мандич, тогдашний лидер партии «Демократический фронт», имевший почётное звание воеводы четников. В июне 2003 года министр культуры Черногории Весна Килибарда запретила вести работы по строительству комплекса, заявив, что оно не может осуществляться без выданного министерством культуры разрешения. Против идеи комплекса высказался Союз объединений ветеранов Народно-освободительной войны, который назвал Джуришича военным преступником, причастным к гибели многих бойцов НОАЮ и около 7 тысяч мусульман в Югославии. 4 июля 2003 года правительство Черногории запретило возводить памятник под предлогом того, что подобная идея способствует разжиганию межнациональной и межрелигиозной розни. Хотя организационный комитет по установке памятника назвал действия правительства незаконными и неприемлемыми, 7 июля полиция снесла постамент для предполагаемого памятника.
В 2011 году партия «Новая сербская демократия» в Черногории предприняла очередную попытку добиться права на установку памятника Джуришичу: в своём обращении члены партии заявили, что Джуришич и многие деятели Югославской армии на родине участвовали в поднятом в Черногории 13 июля 1941 года восстании, с момента которого участвовали в борьбе против немецких оккупантов, сохраняя лояльность королю Югославии Петру II и Правительству Королевства Югославия.
8 августа 2017 года в селе Горне-Заостро состоялось заседание Воеводского совета объединённого равногорского движения (серб. Vojvodski savjet ujedinjenog ravnogorskog pokreta), по итогам которого прозвучало обращение к черногорским властям с просьбой установить памятники Джуришичу и в Горне-Заостро, и в Беране. Одним из ярых сторонников идеи установки памятника был член исполнительного комитета по сооружению памятника Джуришичу, председатель скупщины общины Беране, член «Новой сербской демократии» историк Горан Кикович, который был намерен добиваться в Министерстве культуры одобрения проекта. Против строительства выступили не только ветераны Народно-освободительной войны Югославии и представители мусульман Черногории, обвинявшие Джуришича в военных преступлениях. Правившая в стране Демократическая партия социалистов Черногории назвала подобную инициативу издевательством над «антифашистскими традициями Черногории» и упрекнула лидера «Новой сербской демократии» Андрию Мандича в том, что он снова пытается реабилитировать Джуришича.

## Комментарии
1. ↑  В некоторых источниках в качестве года рождения указывается 1907 год[1][2], в качестве дня смерти называется 21 апреля 1945 года[3]. Точная дата смерти неизвестна
2. ↑  По данным Маттео Милаццо, этим штабом командовал не Джуришич, а Лашич[27].
3. ↑  Приводятся многочисленные источники, подтверждающие наличие этой награды[26][119][120][72][121][122][123]. Документ упомянут и в Национальном архиве США в Вашингтоне — National Archives, Washington D.C., microcopy T-501, roll 256, frames 509, 867; Records of German Field Commands: Rear Areas, Occupied Territories and Others. Microfilm Publication T-501. 363 rolls. (GG 38, 57 and T176/roll 25)[124].
4. ↑  По другим данным, Джуришичем были сформированы три дивизии, молодёжный полк, штабной батальон и ряд иных других воинских формирований[3].